# Liste der Kulturdenkmale in Ans
Dies ist eine Liste der Kulturdenkmale in der belgischen Gemeinde Ans.
| Bezeichnung | Baujahr/Architekt | Teilgemeinde | Adresse | Koordinaten                 | Objekt-Nr.?       | Bild |
| --- | ----------------- | ------------ | --- | --------------------------- | ----------------- | --- |
| Das Herrenhaus Chapelle de Hombroux mit dem Gehöft und den umliegenden Flächen                                 |                   |              | | 50° 40′ 34″ N, 5° 31′ 14″ O | 62003-CLT-0002-01 | |
| Ausbreitung des Chapelle de Hombroux entsprechend dem königlichen Erlass vom 19. Juni 1978                     |                   |              | | 50° 40′ 33″ N, 5° 31′ 18″ O | 62003-CLT-0003-01 | |
| Zweite Erweiterung der Ausbreitung des Chapelle de Hombroux                                                    |                   |              | | 50° 40′ 35″ N, 5° 31′ 14″ O | 62003-CLT-0004-01 | |
| Burg von Waroux einschließlich der Fassaden und Dächer des Herrenhauses, dem Gelände der Burg und die Umgebung |                   |              | | 50° 40′ 56″ N, 5° 29′ 34″ O | 62003-CLT-0005-01 | Burg von Waroux einschließlich der Fassaden und Dächer des Herrenhauses, dem Gelände der Burg und die Umgebung |
| Bauernhaus „Cense dite de Monfort“                                                                             |                   |              | rue de l'Yser, 200 : La cour pavée, les façades et toitures de l'immeuble (à l'exclusion de dépendences et annexes). | 50° 39′ 34″ N, 5° 31′ 24″ O | 62003-CLT-0007-01 | |
| Hügelgrab von Xhendremael und das umgebende Gebiet                                                             |                   |              | | 50° 41′ 50″ N, 5° 28′ 41″ O | 62003-CLT-0008-01 | Hügelgrab von Xhendremael und das umgebende Gebiet                                                             |
| Fort Loncin |                   |              | Rue des Héros 17 | 50° 40′ 28″ N, 5° 29′ 27″ O | 62003-CLT-0009-01 | Fort Loncin |
| Hügelgrab von Xhendremael, archäologische Fundstelle „Li Tombe di Hên'mâl“                                     |                   |              | | 50° 41′ 50″ N, 5° 28′ 41″ O | 62003-PEX-0001-01 | Hügelgrab von Xhendremael, archäologische Fundstelle „Li Tombe di Hên'mâl“                                     |